# مهر نیشابور
مهرِ نیشابور هفته نامه‌ای فارسی‌زبان، محلّی و با گرایش‌های اصول‌گرایانه در محدودهٔ استان خراسان است که مرکز چاپش در نیشابور جای دارد. این نشریه خبری است و به موضوعاتِ فرهنگی و اجتماعی نیز می‌پردازد، از تابستان ۱۳۹۱ پیوسته و ناپیوسته نشر می‌شود. هدفِ ایجاد این نشریه «خبررسانی شفاف برای مردم» و «آزادی مطبوعات در نیشابور» بیان شده است.  رویکردهای «فرهنگی، اجتماعی، تحلیلی، خبری» دارد. شعار آن «با مهر، نیشابور را بسازیم» است.